# Matthew Knight
Matthew Knight (16 februari 1994) is een Canadees acteur. Hij debuteerde in 2002 met een kleine rol in de Canadees-Amerikaanse versie van Queer as Folk. In de televisiefilm Big Spender (2003) speelde hij zijn eerste hoofdrol. Hij was tevens te zien in de Amerikaanse horrorfilms The Grudge 2 en The Grudge 3. Knight speelde de hoofdrol in de televisiefilm My Babysitter's a Vampire (2010) en de daarop gebaseerde Disney Channel Original Series My Babysitter's a Vampire (2011-2012).